# مطار مرسى علم الدولي
مطار مرسى علم الدولي (إياتا: RMF، إيكاو: HEMA) هو مطار دولي يقع على بعد 60 كم عن مدينة مرسى علم في الاتجاه الشمالي في محافظه البحر الأحمر وهو أول مطار خاص من حيث التشغيل والملكية وتديره شركه ايماك مرسي علم لإدارة وتشغيل المطارات وهي إحدى شركات مجموعه الخرافي الكويتية لمده أربعين عامًا بعد عقد اتفاق مع هيئه الطيران المدني المصرية.

## الخطوط الجوية والجهات
| شركـات طيـران           | الوجهات |
| ----------------------- | --- |
| إير كايرو               | مطار برلين براندنبرغ، مطار القاهرة الدولي، مطار كولونيا بون الدولي، مطار دوسلدورف الدولي، مطار فرانكفورت، مطار هانوفر لانغنهاغن، مطار لايبزيغ هاله، مطار ميونخ الدولي، مطار شتوتغارت الدولي، مطار فيينا الدولي، مطار زيورخ الدولي موسمي: مطار براتيسلافا الدولي، مطار نورمبرغ، مطار فاكلاف هافيل الدولي |
| طيران صربيا             | موسمي عارض: مطار بلغراد نيكولا تسلا |
| Chair Airlines          | موسمي: مطار زيورخ الدولي |
| Corendon Airlines       | موسمي: مطار كولونيا بون الدولي، مطار دوسلدورف الدولي، مطار هانوفر لانغنهاغن، مطار نورمبرغ |
| Discover Airlines       | موسمي: مطار فرانكفورت |
| إيزي جيت                | مطار مالبينسا موسمي: مطار برلين براندنبرغ، مطار جنيف الدولي، مطار نابولي |
| إديلويس إير             | مطار زيورخ الدولي |
| مصر للطيران             | مطار القاهرة الدولي |
| Enter Air               | عارض: مطار غدانسك ليخ فاونسا، مطار كاتوفيتشي، مطار كراكوف، Poznań، مطار وارسو فريدريك شوبان، مطار فروتسواف |
| يورو وينجز              | موسمي: مطار دوسلدورف الدولي، مطار نورمبرغ، مطار زالتسبورغ، مطار شتوتغارت الدولي |
| لوفتهانزا               | موسمي: مطار ميونخ الدولي |
| لوكس إير                | مطار لوكسمبورغ |
| نيوس                    | مطار أوريو أل سيريو، مطار بولونيا، مطار مالبينسا، مطار ليوناردو دا فينشي، Verona |
| SmartLynx Airlines      | موسمي عارض: مطار لايبزيغ هاله |
| خطوط ترافل سيرفس الجوية | مطار فاكلاف هافيل الدولي موسمي: Brno، Ostrava، مطار فروتسواف موسمي عارض: مطار براتيسلافا الدولي، مطار بودابست فرانز ليست الدولي، مطار فيلنيوس، مطار وارسو فريدريك شوبان |
| توي للطيران             | موسمي: مطار غاتويك |
| توي فلاي بلجيكا         | مطار بروكسل الدولي |
| توي فلاي ألمانيا        | موسمي: مطار دوسلدورف الدولي، مطار فرانكفورت، مطار ميونخ الدولي، مطار شتوتغارت الدولي |
| أركي فلاي               | مطار سخيبول أمستردام |
| ويز للطيران             | موسمي: مطار ليوناردو دا فينشي |